# (7446) Hadrianus
(7446) Hadrianus ist ein Asteroid des äußeren Hauptgürtels, der am 29. September 1973 von dem niederländischen Astronomenehepaar Cornelis Johannes van Houten und Ingrid van Houten-Groeneveld entdeckt wurde. Die Entdeckung geschah im Rahmen der Zweiten Trojanerdurchmusterung, bei der von Tom Gehrels mit dem 120-cm-Oschin-Schmidt-Teleskop des Palomar-Observatoriums aufgenommene Feldplatten an der Universität Leiden durchmustert wurden.
Der Himmelskörper ist nach dem römischen Kaiser Hadrian (76–138) benannt, der seine militärischen Bemühungen auf eine effiziente Organisation der Reichsverteidigung konzentrierte und zu diesem Zweck Grenzbefestigungen errichten ließ, darunter den nach ihm benannten Hadrianswall.